# Tebbe-Methylenierung
Die Tebbe-Methylenierung, oder auch Tebbe-Reaktion, ist eine chemische Reaktion aus dem Bereich der Organischen Chemie. Sie dient der Methylenierung, also Einführung einer Methylengruppe. Als Edukte dienen Carbonylkomponenten wie Aldehyde, Ketone und Ester, aber auch Amide. Die Reaktion ist benannt nach ihrem Entwickler, dem amerikanischen Chemiker Frederick Nye Tebbe.

## Reagenz

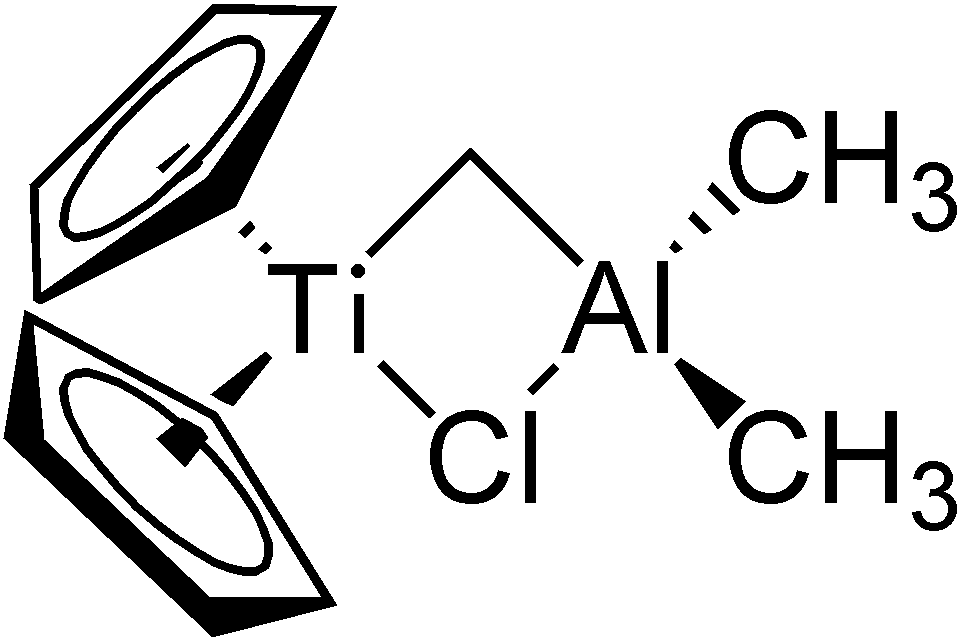
Struktur des Tebbe-Reagenz

Das Tebbe-Reagenz ist ein hochreaktiver, roter Feststoff, der aus Titanocendichlorid und Trimethylaluminium gewonnen wird. In Lösung, z. B. in Toluol unter Inertgas ist die Verbindung länger stabil und ist auch kommerziell erhältlich.

## Mechanismus
Aus dem Tebbe-Reagenz wird zunächst durch Baseneinwirkung (beispielsweise Pyridin oder THF) das reaktive Schrock-Carben gebildet. Dieses addiert zunächst an die eingesetzte Carbonylverbindung unter Bildung eines Oxa-Derivats eines Titanacyclobutans. Dieses öffnet sich dann unter Freisetzung des Alkens und einer Titan-Sauerstoff-Spezies. Triebkraft der Reaktion ist vermutlich die Bildung der Titan-Sauerstoff-Bindung.

### Sonderfälle
Werden Carbonsäurehalogenide oder Carbonsäureanhydride als Carbonylkomponente eingesetzt, so öffnet sich der Vierring unter Abspaltung eines Halogenidions. Es bildet sich ein Enolat, das durch den gebundenen Titankomplex stabilisiert wird. Dieses kann beispielsweise zu einem Methylketon umgesetzt werden.
Unter geeigneten Reaktionsbedingungen (insbesondere durch Einsatz mehrerer Äquivalente Trimethylaluminium) kann auch aus einem Ester ein Enolat gebildet werden, aus dem sich beispielsweise Allylalkohole herstellen lassen.
Das Tebbe-Reagenz ermöglicht auch eine kombinierte Reaktion mit Methylidenierung und Ringsschlussmetathese. Dabei wird aus einem Ester eines langkettigen ungesättigten Alkohols zunächst ein Enolether gebildet und anschließend die Doppelbindungen des Enolethers und der ursprünglichen Alkoholkomponente durch Metathese verbunden.

## Einsatzgebiet
Das Tebbe-Reagenz ermöglicht nur die Einführung von Methylengruppen, im Gegensatz zur Wittig-Reaktion, mit der ein breites Spektrum an Resten eingeführt werden kann. Ein Vorteil gegenüber der Wittig-Reaktion liegt in der Möglichkeit der Verwendung von Estern, Amiden und Carbonaten, die in Wittig-Reaktionen nicht verwendet werden können.
Auch werden durch eine Tebbe-Methylenierung meist bessere Ausbeuten erzielt als in einer Wittig-Reaktion mit Methylidentriphenylphosphoran, vor allem bei sterisch gehinderten Substraten (z. B. Fenchon). Chirale Kohlenstoffatome in α-Position zum Carbonyl racemisieren während einer Tebbe-Reaktion nicht, da keine starken Basen verwendet werden müssen. Die Reaktion funktioniert bei Raumtemperatur.
Das Reagenz ist reaktiver gegenüber Carbonylen, sodass diese in Gegenwart von Estern und Amiden selektiv umgesetzt werden können. Die Reaktion verträgt sich mit vielen funktionellen Gruppen wie Halogenaromaten, Acetalen, sowie Benzyl-, Trityl- und Silylethern, nicht jedoch mit Hydroxylgruppen, die das Reagenz zerstören.

## Alternativen
Ähnliche Reagenzien sind das Grubbs-Reagenz, das aus dem Tebbe-Reagenz und 3,3-Dimethylbuten hergestellt, und das Takeda-Reagenz. Eine Methylidenierung ist auch durch Wittig-Reaktion, Peterson-Olefinierung oder Julia-Lythgoe-Olefinierung möglich. Eine Alternative ist auch das Petasis-Reagenz, das aus Titanocendichlorid und Methylmagnesiumchlorid hergestellt wird. Dieses ist deutlich stabiler als das Tebbe-Reagenz und es können auch Analoga mit Nicht-Methyl-Resten erzeugt werden. Es sind auch Zirconium-Komplexe bekannt, die ähnliche Reaktionen wie das Tebbe-Reagenz ermöglichen, ebenfalls auch mit Nicht-Methyl-Resten.